# Philip Meckseper/Auszeichnungen für Musikverkäufe
Dies ist eine Übersicht über die Auszeichnungen für Musikverkäufe des deutschen Liedtexters, Komponisten und Musikproduzenten Philip Meckseper. Den Schallplattenauszeichnungen zufolge hat er bisher mehr als 28 Millionen Tonträger verkauft, davon alleine in seiner Heimat über 1,8 Millionen. Seine erfolgreichste Veröffentlichung ist die Autorenbeteiligung Lean On (Major Lazer & DJ Snake feat. MØ) mit über neun Millionen verkauften Einheiten. Die Auszeichnungen finden sich nach ihrer Art (Gold, Platin usw.), nach Staaten getrennt in chronologischer Reihenfolge, geordnet sowie nach den Tonträgern selbst in Reihenfolge des Erscheinens, getrennt nach Medium (Alben, Singles usw.), wieder.

## Auszeichnungen
| - Vereinigtes Königreich - 2019: für die Autorenbeteiligung Thunderclouds (LSD) - 2019: für die Autorenbeteiligung Let Me Live (Major Lazer & Rudimental feat. Anne-Marie & Mr Eazi) - Australien - 2016: für die Autorenbeteiligung/Produktion Light It Up (Major Lazer feat. Nyla & Fuse ODG) - 2017: für die Autorenbeteiligung Waterfall (Stargate feat. P!nk & Sia) - 2019: für die Autorenbeteiligung Let Me Live (Major Lazer & Rudimental feat. Anne-Marie & Mr Eazi) - Belgien - 2019: für die Autorenbeteiligung/Produktion Electricity (Silk City & Dua Lipa) - Dänemark - 2019: für die Autorenbeteiligung/Produktion Run Up (Major Lazer feat. PartyNextDoor & Nicki Minaj) - Deutschland - 2017: für die Autorenbeteiligung/Produktion Run Up (Major Lazer feat. PartyNextDoor & Nicki Minaj) - Frankreich - 2017: für die Autorenbeteiligung/Produktion Believer (Major Lazer & Showtek) - 2018: für die Autorenbeteiligung/Produktion Boom (Major Lazer & MOTi feat. Ty Dolla $ign, Wizkid & Kranium) - 2020: für die Autorenbeteiligung/Produktion Genius (LSD) - 2020: für die Autorenbeteiligung/Produktion Electricity (Silk City & Dua Lipa) - Italien - 2019: für die Autorenbeteiligung/Produktion Genius (LSD) - 2019: für die Autorenbeteiligung/Produktion Electricity (Silk City & Dua Lipa) - Kanada - 2018: für die Autorenbeteiligung Audio (LSD) - 2019: für das Autorenbeteiligung/Produktion Nothing Without You (The Weeknd) - Neuseeland - 2017: für die Autorenbeteiligung/Produktion Run Up (Major Lazer feat. PartyNextDoor & Nicki Minaj) - Österreich - 2016: für die Autorenbeteiligung/Produktion Light It Up (Major Lazer feat. Nyla & Fuse ODG) - 2019: für die Autorenbeteiligung Thunderclouds (LSD) - Polen - 2017: für die Autorenbeteiligung Kamikaze (MØ) - 2020: für die Autorenbeteiligung No New Friends (LSD) - Vereinigtes Königreich - 2018: für die Autorenbeteiligung/Produktion Run Up (Major Lazer feat. PartyNextDoor & Nicki Minaj) - Vereinigte Staaten - 2019: für die Autorenbeteiligung/Produktion Genius (LSD) - 2020: für die Autorenbeteiligung Audio (LSD) - 2020: für die Autorenbeteiligung/Produktion Lonely (Diplo feat. Jonas Brothers) | - Australien - 2017: für die Autorenbeteiligung/Produktion Run Up (Major Lazer feat. PartyNextDoor & Nicki Minaj) - 2018: für die Autorenbeteiligung/Produktion Electricity (Silk City & Dua Lipa) - 2020: für die Autorenbeteiligung/Produktion Genius (LSD) - 2020: für die Autorenbeteiligung Audio (LSD) - 2020: für die Autorenbeteiligung Thunderclouds (LSD) - 2020: für die Autorenbeteiligung/Produktion Lonely (Diplo feat. Jonas Brothers) - 2021: für die Autorenbeteiligung Looking for Me (Paul Woolford & Diplo feat. Kareen Lomax) - Belgien - 2017: für die Autorenbeteiligung Hey Baby (Dimitri Vegas & Like Mike vs. Diplo feat. Deb’s Daughter) - Dänemark - 2016: für die Autorenbeteiligung Kamikaze (MØ) - 2017: für die Autorenbeteiligung/Produktion Boom (Major Lazer & MOTi feat. Ty Dolla $ign, Wizkid & Kranium) - Deutschland - 2016: für die Autorenbeteiligung/Produktion Light It Up (Major Lazer feat. Nyla & Fuse ODG) - 2017: für die Autorenbeteiligung Cold Water (Major Lazer feat. Justin Bieber & MØ) - Frankreich - 2017: für die Autorenbeteiligung/Produktion Run Up (Major Lazer feat. PartyNextDoor & Nicki Minaj) - 2019: für die Autorenbeteiligung Thunderclouds (LSD) - 2020: für die Autorenbeteiligung Audio (LSD) - Italien - 2017: für die Autorenbeteiligung/Produktion Run Up (Major Lazer feat. PartyNextDoor & Nicki Minaj) - 2019: für die Autorenbeteiligung Thunderclouds (LSD) - Kanada - 2019: für die Autorenbeteiligung Thunderclouds (LSD) - 2020: für die Autorenbeteiligung/Produktion Genius (LSD) - 2020: für die Autorenbeteiligung/Produktion Lonely (Diplo feat. Jonas Brothers) - Mexiko - 2019: für die Autorenbeteiligung/Produktion Genius (LSD) - Neuseeland - 2016: für die Autorenbeteiligung/Produktion Light It Up (Major Lazer feat. Nyla & Fuse ODG) - Niederlande - 2015: für die Autorenbeteiligung Lean On (Major Lazer mit DJ Snake feat. MØ) - 2017: für die Autorenbeteiligung/Produktion Believer (Major Lazer & Showtek) - Österreich - 2016: für die Autorenbeteiligung Lean On (Major Lazer & DJ Snake feat. MØ) - 2017: für die Autorenbeteiligung Cold Water (Major Lazer feat. Justin Bieber & MØ) - Polen - 2016: für die Autorenbeteiligung Lean On (Major Lazer & DJ Snake feat. MØ) - 2019: für die Autorenbeteiligung Thunderclouds (LSD) - 2019: für die Autorenbeteiligung/Produktion Electricity (Silk City & Dua Lipa) - 2020: für die Autorenbeteiligung/Produktion Genius (LSD) - 2020: für die Autorenbeteiligung Audio (LSD) - Schweiz - 2016: für die Autorenbeteiligung Cold Water (Major Lazer feat. Justin Bieber & MØ) - Vereinigte Staaten - 2017: für die Autorenbeteiligung/Produktion Light It Up (Major Lazer feat. Nyla & Fuse ODG) - 2019: für die Autorenbeteiligung Thunderclouds (LSD) - 2020: für die Autorenbeteiligung/Produktion Electricity (Silk City & Dua Lipa) - Vereinigtes Königreich - 2019: für die Autorenbeteiligung/Produktion Electricity (Silk City & Dua Lipa) - 2021: für die Autorenbeteiligung Looking for Me (Paul Woolford & Diplo feat. Kareen Lomax) - Mexiko - 2020: für die Autorenbeteiligung Thunderclouds (LSD) | - Belgien - 2016: für die Autorenbeteiligung/Produktion Light It Up (Major Lazer feat. Nyla & Fuse ODG) - 2017: für die Autorenbeteiligung Cold Water (Major Lazer feat. Justin Bieber & MØ) - Dänemark - 2018: für die Autorenbeteiligung/Produktion Light It Up (Major Lazer feat. Nyla & Fuse ODG) - Deutschland - 2017: für die Autorenbeteiligung Lean On (Major Lazer & DJ Snake feat. MØ) - Kanada - 2015: für die Autorenbeteiligung Lean On (Major Lazer & DJ Snake feat. MØ) - Neuseeland - 2016: für die Autorenbeteiligung Cold Water (Major Lazer feat. Justin Bieber & MØ) - Schweiz - 2015: für die Autorenbeteiligung Lean On (Major Lazer & DJ Snake feat. MØ) - Spanien - 2016: für die Autorenbeteiligung Cold Water (Major Lazer feat. Justin Bieber & MØ) - Vereinigtes Königreich - 2017: für die Autorenbeteiligung Cold Water (Major Lazer feat. Justin Bieber & MØ) - 2018: für die Autorenbeteiligung/Produktion Light It Up (Major Lazer feat. Nyla & Fuse ODG) - Mexiko - 2020: für die Autorenbeteiligung/Produktion Electricity (Silk City & Dua Lipa) - Belgien - 2016: für die Autorenbeteiligung Lean On (Major Lazer & DJ Snake feat. MØ) - Dänemark - 2018: für die Autorenbeteiligung Cold Water (Major Lazer feat. Justin Bieber & MØ) - Kanada - 2016: für die Autorenbeteiligung Cold Water (Major Lazer feat. Justin Bieber & MØ) - Norwegen - 2015: für die Autorenbeteiligung Lean On (Major Lazer & DJ Snake feat. MØ) - Spanien - 2016: für die Autorenbeteiligung/Produktion Light It Up (Major Lazer feat. Nyla & Fuse ODG) - Vereinigtes Königreich - 2018: für die Autorenbeteiligung Lean On (Major Lazer & DJ Snake feat. MØ) - Dänemark - 2016: für die Autorenbeteiligung Lean On (Major Lazer & DJ Snake feat. MØ) - Neuseeland - 2016: für die Autorenbeteiligung Lean On (Major Lazer & DJ Snake feat. MØ) - Vereinigte Staaten - 2016: für die Autorenbeteiligung Lean On (Major Lazer & DJ Snake feat. MØ) - 2018: für die Autorenbeteiligung Cold Water (Major Lazer feat. Justin Bieber & MØ) - Italien - 2017: für die Autorenbeteiligung/Produktion Light It Up (Major Lazer feat. Nyla & Fuse ODG) - 2018: für die Autorenbeteiligung Cold Water (Major Lazer feat. Justin Bieber & MØ) - Spanien - 2016: für die Autorenbeteiligung Lean On (Major Lazer & DJ Snake feat. MØ) - Schweden - 2015: für die Autorenbeteiligung Lean On (Major Lazer & DJ Snake feat. MØ) - Australien - 2018: für die Autorenbeteiligung Cold Water (Major Lazer feat. Justin Bieber & MØ) - Italien - 2017: für die Autorenbeteiligung Lean On (Major Lazer & DJ Snake feat. MØ) - Australien - 2019: für die Autorenbeteiligung Lean On (Major Lazer & DJ Snake feat. MØ) - Frankreich - 2017: für die Autorenbeteiligung Cold Water (Major Lazer feat. Justin Bieber & MØ) - 2020: für die Autorenbeteiligung Lean On (Major Lazer & DJ Snake feat. MØ) - 2020: für die Autorenbeteiligung/Produktion Light It Up (Major Lazer feat. Nyla & Fuse ODG) |

## Auszeichnungen nach Autorenbeteiligungen und Produktionen

### Lean On(Major Lazer&DJ Snakefeat.MØ)
| Land/Region                  | Auszeichnungen für Musikverkäufe (Land/Region, Auszeichnung, Verkäufe) | Verkäufe  |
| ---------------------------- | ---------------------------------------------------------------------- | --------- |
| Australien (ARIA)            | 8× Platin                                                              | 560.000   |
| Belgien (BRMA)               | 3× Platin                                                              | 90.000    |
| Dänemark (IFPI)              | 4× Platin                                                              | 240.000   |
| Deutschland (BVMI)           | 2× Platin                                                              | 800.000   |
| Frankreich (SNEP)            | Diamant                                                                | 333.333   |
| Italien (FIMI)               | 7× Platin                                                              | 350.000   |
| Kanada (MC)                  | 2× Platin                                                              | 160.000   |
| Neuseeland (RMNZ)            | 4× Platin                                                              | 60.000    |
| Niederlande (NVPI)           | Platin                                                                 | 30.000    |
| Norwegen (IFPI)              | 3× Platin                                                              | 30.000    |
| Österreich (IFPI)            | Platin                                                                 | 30.000    |
| Polen (ZPAV)                 | Platin                                                                 | 20.000    |
| Schweden (IFPI)              | 6× Platin                                                              | 240.000   |
| Schweiz (IFPI)               | 2× Platin                                                              | 60.000    |
| Spanien (Promusicae)         | 5× Platin                                                              | 200.000   |
| Vereinigte Staaten (RIAA)    | 4× Platin                                                              | 4.000.000 |
| Vereinigtes Königreich (BPI) | 3× Platin                                                              | 1.800.000 |
| Insgesamt                    | 56× Platin · 1× Diamant ·                                              | 9.003.333 |

### Light It Up(Major Lazerfeat.Nyla&Fuse ODG)
| Land/Region                  | Auszeichnungen für Musikverkäufe (Land/Region, Auszeichnung, Verkäufe) | Verkäufe  |
| ---------------------------- | ---------------------------------------------------------------------- | --------- |
| Australien (ARIA)            | Gold                                                                   | 35.000    |
| Belgien (BRMA)               | 2× Platin                                                              | 60.000    |
| Dänemark (IFPI)              | 2× Platin                                                              | 120.000   |
| Deutschland (BVMI)           | Platin                                                                 | 400.000   |
| Frankreich (SNEP)            | Diamant                                                                | 333.333   |
| Italien (FIMI)               | 5× Platin                                                              | 250.000   |
| Neuseeland (RMNZ)            | Platin                                                                 | 15.000    |
| Österreich (IFPI)            | Gold                                                                   | 15.000    |
| Spanien (Promusicae)         | 3× Platin                                                              | 120.000   |
| Vereinigte Staaten (RIAA)    | Platin                                                                 | 1.000.000 |
| Vereinigtes Königreich (BPI) | 2× Platin                                                              | 1.200.000 |
| Insgesamt                    | 2× Gold · 17× Platin · 1× Diamant ·                                    | 3.548.333 |

### Kamikaze (MØ)
| Land/Region     | Auszeichnungen für Musikverkäufe (Land/Region, Auszeichnung, Verkäufe) | Verkäufe |
| --------------- | ---------------------------------------------------------------------- | -------- |
| Dänemark (IFPI) | Platin                                                                 | 60.000   |
| Polen (ZPAV)    | Gold                                                                   | 10.000   |
| Insgesamt       | 1× Gold · 1× Platin ·                                                  | 70.000   |

### Boom (Major Lazer&MOTifeat.Ty Dolla $ign,Wizkid&Kranium)
| Land/Region       | Auszeichnungen für Musikverkäufe (Land/Region, Auszeichnung, Verkäufe) | Verkäufe |
| ----------------- | ---------------------------------------------------------------------- | -------- |
| Dänemark (IFPI)   | Platin                                                                 | 60.000   |
| Frankreich (SNEP) | Gold                                                                   | 100.000  |
| Insgesamt         | 1× Gold · 1× Platin ·                                                  | 160.000  |

### Cold Water (Major Lazerfeat.Justin Bieber&MØ)
| Land/Region                  | Auszeichnungen für Musikverkäufe (Land/Region, Auszeichnung, Verkäufe) | Verkäufe  |
| ---------------------------- | ---------------------------------------------------------------------- | --------- |
| Australien (ARIA)            | 7× Platin                                                              | 490.000   |
| Belgien (BRMA)               | 2× Platin                                                              | 60.000    |
| Dänemark (IFPI)              | 3× Platin                                                              | 270.000   |
| Deutschland (BVMI)           | Platin                                                                 | 400.000   |
| Frankreich (SNEP)            | Diamant                                                                | 250.000   |
| Italien (FIMI)               | 5× Platin                                                              | 250.000   |
| Kanada (MC)                  | 3× Platin                                                              | 240.000   |
| Neuseeland (RMNZ)            | 2× Platin                                                              | 60.000    |
| Österreich (IFPI)            | Platin                                                                 | 30.000    |
| Schweiz (IFPI)               | Platin                                                                 | 30.000    |
| Spanien (Promusicae)         | 2× Platin                                                              | 80.000    |
| Vereinigte Staaten (RIAA)    | 4× Platin                                                              | 4.000.000 |
| Vereinigtes Königreich (BPI) | 2× Platin                                                              | 1.200.000 |
| Insgesamt                    | 33× Platin · 1× Diamant ·                                              | 7.360.000 |

### Believer (Major Lazer&Showtek)
| Land/Region        | Auszeichnungen für Musikverkäufe (Land/Region, Auszeichnung, Verkäufe) | Verkäufe |
| ------------------ | ---------------------------------------------------------------------- | -------- |
| Niederlande (NVPI) | Platin                                                                 | 40.000   |
| Frankreich (SNEP)  | Gold                                                                   | 75.000   |
| Insgesamt          | 1× Gold · 1× Platin ·                                                  | 115.000  |

### Hey Baby (Dimitri Vegas & Like Mikevs.Diplofeat.Deb’s Daughter)
| Land/Region    | Auszeichnungen für Musikverkäufe (Land/Region, Auszeichnung, Verkäufe) | Verkäufe |
| -------------- | ---------------------------------------------------------------------- | -------- |
| Belgien (BRMA) | Platin                                                                 | 30.000   |
| Insgesamt      | 1× Platin ·                                                            | 30.000   |

### Nothing Without You (The Weeknd)
| Land/Region | Auszeichnungen für Musikverkäufe (Land/Region, Auszeichnung, Verkäufe) | Verkäufe |
| ----------- | ---------------------------------------------------------------------- | -------- |
| Kanada (MC) | Gold                                                                   | 40.000   |
| Insgesamt   | 1× Gold ·                                                              | 40.000   |

### Run Up (Major Lazerfeat.PartyNextDoor&Nicki Minaj)
| Land/Region                  | Auszeichnungen für Musikverkäufe (Land/Region, Auszeichnung, Verkäufe) | Verkäufe |
| ---------------------------- | ---------------------------------------------------------------------- | -------- |
| Australien (ARIA)            | Platin                                                                 | 70.000   |
| Dänemark (IFPI)              | Gold                                                                   | 45.000   |
| Deutschland (BVMI)           | Gold                                                                   | 200.000  |
| Frankreich (SNEP)            | Platin                                                                 | 150.000  |
| Italien (FIMI)               | Platin                                                                 | 50.000   |
| Neuseeland (RMNZ)            | Gold                                                                   | 15.000   |
| Vereinigtes Königreich (BPI) | Gold                                                                   | 400.000  |
| Insgesamt                    | 4× Gold · 3× Platin ·                                                  | 930.000  |

### Waterfall (Stargatefeat.P!nk&Sia)
| Land/Region       | Auszeichnungen für Musikverkäufe (Land/Region, Auszeichnung, Verkäufe) | Verkäufe |
| ----------------- | ---------------------------------------------------------------------- | -------- |
| Australien (ARIA) | Gold                                                                   | 35.000   |
| Insgesamt         | 1× Gold ·                                                              | 35.000   |

### Genius (LSD)
| Land/Region               | Auszeichnungen für Musikverkäufe (Land/Region, Auszeichnung, Verkäufe) | Verkäufe |
| ------------------------- | ---------------------------------------------------------------------- | -------- |
| Australien (ARIA)         | Platin                                                                 | 70.000   |
| Frankreich (SNEP)         | Gold                                                                   | 100.000  |
| Italien (FIMI)            | Gold                                                                   | 25.000   |
| Kanada (MC)               | Platin                                                                 | 80.000   |
| Mexiko (AMPROFON)         | Platin                                                                 | 60.000   |
| Polen (ZPAV)              | Platin                                                                 | 20.000   |
| Vereinigte Staaten (RIAA) | Gold                                                                   | 500.000  |
| Insgesamt                 | 3× Gold · 4× Platin ·                                                  | 855.000  |

### Audio (LSD)
| Land/Region               | Auszeichnungen für Musikverkäufe (Land/Region, Auszeichnung, Verkäufe) | Verkäufe |
| ------------------------- | ---------------------------------------------------------------------- | -------- |
| Australien (ARIA)         | Platin                                                                 | 70.000   |
| Frankreich (SNEP)         | Platin                                                                 | 200.000  |
| Kanada (MC)               | Gold                                                                   | 40.000   |
| Polen (ZPAV)              | Platin                                                                 | 20.000   |
| Vereinigte Staaten (RIAA) | Gold                                                                   | 500.000  |
| Insgesamt                 | 2× Gold · 3× Platin ·                                                  | 830.000  |

### Let Me Live (Major Lazer&Rudimentalfeat.Anne-Marie&Mr Eazi)
| Land/Region                  | Auszeichnungen für Musikverkäufe (Land/Region, Auszeichnung, Verkäufe) | Verkäufe |
| ---------------------------- | ---------------------------------------------------------------------- | -------- |
| Australien (ARIA)            | Gold                                                                   | 35.000   |
| Vereinigtes Königreich (BPI) | Silber                                                                 | 200.000  |
| Insgesamt                    | 1× Silber · 1× Gold ·                                                  | 235.000  |

### Thunderclouds (LSD)
| Land/Region                  | Auszeichnungen für Musikverkäufe (Land/Region, Auszeichnung, Verkäufe) | Verkäufe  |
| ---------------------------- | ---------------------------------------------------------------------- | --------- |
| Australien (ARIA)            | Platin                                                                 | 70.000    |
| Frankreich (SNEP)            | Platin                                                                 | 200.000   |
| Italien (FIMI)               | Platin                                                                 | 50.000    |
| Kanada (MC)                  | Platin                                                                 | 80.000    |
| Mexiko (AMPROFON)            | 3× Gold                                                                | 90.000    |
| Österreich (IFPI)            | Gold                                                                   | 15.000    |
| Polen (ZPAV)                 | Platin                                                                 | 20.000    |
| Vereinigte Staaten (RIAA)    | Platin                                                                 | 1.000.000 |
| Vereinigtes Königreich (BPI) | Silber                                                                 | 200.000   |
| Insgesamt                    | 1× Silber · 2× Gold · 7× Platin ·                                      | 1.725.000 |

### Electricity (Silk City&Dua Lipa)
| Land/Region                  | Auszeichnungen für Musikverkäufe (Land/Region, Auszeichnung, Verkäufe) | Verkäufe  |
| ---------------------------- | ---------------------------------------------------------------------- | --------- |
| Australien (ARIA)            | Platin                                                                 | 70.000    |
| Belgien (BRMA)               | Gold                                                                   | 20.000    |
| Frankreich (SNEP)            | Gold                                                                   | 100.000   |
| Italien (FIMI)               | Gold                                                                   | 25.000    |
| Mexiko (AMPROFON)            | 5× Gold                                                                | 150.000   |
| Polen (ZPAV)                 | Platin                                                                 | 20.000    |
| Vereinigte Staaten (RIAA)    | Platin                                                                 | 1.000.000 |
| Vereinigtes Königreich (BPI) | Platin                                                                 | 600.000   |
| Insgesamt                    | 4× Gold · 6× Platin ·                                                  | 1.985.000 |

### No New Friends (LSD)
| Land/Region  | Auszeichnungen für Musikverkäufe (Land/Region, Auszeichnung, Verkäufe) | Verkäufe |
| ------------ | ---------------------------------------------------------------------- | -------- |
| Polen (ZPAV) | Gold                                                                   | 10.000   |
| Insgesamt    | 1× Gold ·                                                              | 10.000   |

### Lonely (Diplofeat.Jonas Brothers)
| Land/Region               | Auszeichnungen für Musikverkäufe (Land/Region, Auszeichnung, Verkäufe) | Verkäufe |
| ------------------------- | ---------------------------------------------------------------------- | -------- |
| Australien (ARIA)         | Platin                                                                 | 70.000   |
| Kanada (MC)               | Platin                                                                 | 80.000   |
| Vereinigte Staaten (RIAA) | Gold                                                                   | 500.000  |
| Insgesamt                 | 1× Gold · 2× Platin ·                                                  | 650.000  |

### Looking for Me (Paul Woolford& Diplo feat.Kareen Lomax)
| Land/Region                  | Auszeichnungen für Musikverkäufe (Land/Region, Auszeichnung, Verkäufe) | Verkäufe |
| ---------------------------- | ---------------------------------------------------------------------- | -------- |
| Australien (ARIA)            | Platin                                                                 | 70.000   |
| Vereinigtes Königreich (BPI) | Platin                                                                 | 600.000  |
| Insgesamt                    | 2× Platin ·                                                            | 670.000  |

## Statistik und Quellen
| Land/RegionAuszeichnungen für Musikverkäufe (Land/Region, Auszeichnungen, Verkäufe, Quellen) | Silber     | Gold       | Platin         | Diamant     | Verkäufe   | Quellen                     |
| -------------------------------------------------------------------------------------------- | ---------- | ---------- | -------------- | ----------- | ---------- | --------------------------- |
| Australien (ARIA)                                                                            | —          | 3× Gold3   | 22× Platin22   | —           | 1.645.000  | aria.com.au                 |
| Belgien (BRMA)                                                                               | —          | Gold1      | 8× Platin8     | —           | 260.000    | ultratop.be                 |
| Dänemark (IFPI)                                                                              | —          | Gold1      | 11× Platin11   | —           | 795.000    | ifpi.dk                     |
| Deutschland (BVMI)                                                                           | —          | Gold1      | 4× Platin4     | —           | 1.800.000  | musikindustrie.de           |
| Frankreich (SNEP)                                                                            | —          | 4× Gold4   | 3× Platin3     | 3× Diamant3 | 1.841.666  | infodisc.fr snepmusique.com |
| Italien (FIMI)                                                                               | —          | 2× Gold2   | 19× Platin19   | —           | 1.000.000  | fimi.it                     |
| Kanada (MC)                                                                                  | —          | 2× Gold2   | 8× Platin8     | —           | 720.000    | musiccanada.com             |
| Mexiko (AMPROFON)                                                                            | —          | 2× Gold2   | 4× Platin4     | —           | 300.000    | amprofon.com.mx             |
| Neuseeland (RMNZ)                                                                            | —          | Gold1      | 7× Platin7     | —           | 150.000    | aotearoamusiccharts.co.nz   |
| Niederlande (NVPI)                                                                           | —          | —          | 2× Platin2     | —           | 70.000     | nvpi.nl                     |
| Norwegen (IFPI)                                                                              | —          | —          | 3× Platin3     | —           | 30.000     | ifpi.no                     |
| Österreich (IFPI)                                                                            | —          | 2× Gold2   | 2× Platin2     | —           | 90.000     | ifpi.at                     |
| Polen (ZPAV)                                                                                 | —          | 2× Gold2   | 5× Platin5     | —           | 120.000    | olis.pl                     |
| Schweden (IFPI)                                                                              | —          | —          | 6× Platin6     | —           | 240.000    | sverigetopplistan.se        |
| Schweiz (IFPI)                                                                               | —          | —          | 3× Platin3     | —           | 90.000     | hitparade.ch                |
| Spanien (Promusicae)                                                                         | —          | —          | 10× Platin10   | —           | 400.000    | elportaldemusica.es         |
| Vereinigte Staaten (RIAA)                                                                    | —          | 3× Gold3   | 11× Platin11   | —           | 12.500.000 | riaa.com                    |
| Vereinigtes Königreich (BPI)                                                                 | 2× Silber2 | Gold1      | 9× Platin9     | —           | 6.200.000  | bpi.co.uk                   |
| Insgesamt                                                                                    | 2× Silber2 | 25× Gold25 | 137× Platin137 | 3× Diamant3 |            |                             |